# Muñoveros
Muñoveros est une commune de la province de Ségovie dans la communauté autonome de Castille-et-León en Espagne.

## Administration
| Période   | Nom                      | Etiquette             | Profession |
| --------- | ------------------------ | --------------------- | ---------- |
| 2015-2019 | JUAN DE SANTOS ANTÓN     | Alternativa Muñoveros |            |
| 2019-     | LUIS M. BORREGUERO ABUJA | Partido Popular       |            |
|           |                          |                       |            |